# Fraport Skyliners Juniors
El Fraport Skyliners Juniors es un equipo de baloncesto alemán con sede en la ciudad de Fráncfort del Meno, que compite en la ProB, la tercera división de su país. Disputa sus partidos en el Basketball City Mainhattan, con capacidad para 1087 espectadores. Es el filial del Skyliners Frankfurt.

## Nombres
- Deutsche Bank Skyliners II (2008–2011)
- Fraport Skyliners Juniors (2011–actualidad)

## Posiciones en Liga
| - 2010: 14-(ProB) - 2011: 10-(ProB) - 2012: 10-(ProB) - 2013: 7-(ProB) - 2014: 4-(ProB) | - 2015: 8-(ProB) - 2016: 2-(ProB) - 2017: 8-(ProB) |

## Palmarés
- Subcampeón de la ProB

2016

## Jugadores destacados
| - Alexander Petrov - Bryson Johnson - Jerry Otshumbe - Daniel Herbert - Carl Lindbom - Jules Akodo - Mahir Agva - Jonathan Baehre - Danilo Barthel - Filmore Beck - Kevin Bright - Jona Hoffmann - Stefan Ilzhöfer | - Niklas Kiel - Konstantin Klein - Daniel Mayr - Max Merz - Benedikt Nicolay - Marius Nolte - Tim Ohlbrecht - Tim Oldenburg - Johannes Richter - Dominique Uhl - Garai Zeeb - Rilwan Bakare - Andrew Bock | - Taylor Brown - Willis Gardner - Demetrius Jemison - Christopher Rojik - Ryan Staudacher - Travis Thompson - Larry Wright - Armin Willemsen - Amil Klisura - Din Omerhodzić - Philip Scrubb - Roland Nyama - Lotola Otshumbe | - Ivan Mihaljević - Igor Starcević - Jan Novák - Gil Sobol - Armin Musović - Samir Daks - Armin Trtovać - Can Akbayir |